# Наумов Євген Іванович
Євге́н Іва́нович Нау́мов (* 18 червня 1939, Тельманове, Донецька область — † 21 жовтня 1992, Засулля, Лубенський район, Полтавська область) — український журналіст та письменник, писав українською та російською мовами, переважно твори для дітей, 1965 — член Спілки письменників СРСР.

## Життєпис
Народився в сім'ї службовця. В часі Другої світової війни втратив батьків, виховувався у дитячому будинку, Івано-Франківська область. Після закінчення школи поступає до Ленінградського річкового училища. 1959 року з дипломом штурмана переїздить на Далекий Схід.
Працював штурманом на Амурі та Охотському морі, згодом рибалкою.
Працював відповідальним секретарем журналу «Далекий Схід», редактором газети «Радянський краболов», власним кореспондентом обласних газет «Магаданська правда» та «Зоря Полтавщини».
1967 року переїздить на Чукотку в Певек, працює кореспондентом при штабі Арктичних операцій, з 1974 — в Анадирі. У тому часі працює в редакції газети «Магаданська правда».
Нариси, оповідання та статті починають друкуватися в 1960-х роках в газетах та журналі «Далекий Схід», опісля — в альманасі «На Півночі Далекій».
Видані його збірки гумору та сатири, нариси, оповідання:
- 1964 — перша фантастична дитяча повість «Хронікон та ми»,
- 1966 — гумористична повість «Звільнена від чарів ріка»,
- 1968 — збірник нарисів «Нема ночей в Арктиці»,
- 1969 — «Ранок вечера мудріший»,
- 1971 — збірник гумористичних оповідань «Любов та робот»,
- 1974 — повість-казка «Коралове місто, або пригоди Смішинки»,
- 1974 — дитяча книжка «Хвацька команда»,
- 1977 — збірник казок «Ульк- маленький художник»,
- 1980 — збірник казок «Невдала мандрівка»,
- 1980 — «Казки північного сяйва»,
- 1981 — пригодницька повість «Загадка острова Раутана»,
- 1985 — «Казки північних спалахів»,
- 1986 — «Чарівна круговерть»,
- 1986 — «Пелікен, що сміється» — фантасмагорійний переклад творчості народів Півночі,
- 1988 — «Дарунок білого космонавта»,
- 1989 — роман «Чорна райдуга» («Напіврозпад»),
- 1992 — детективна повість «Антимафія»,
- повісті-казки «Ранок мудріший за вечір»,
- «Нісенітниця»,
- «Таємниця чарівної кімнати».

В своїх творах письменник оповідає про геологів, моряків, підводників, полярників.
Його твори видавалися у Владивостоці, Києві, Магадані, Хабаровську, Харкові.
В кінці 1980-х років переїзить в Засулля на Полтавщині, де й помер.